# Медаль «За взяття Парижа»
Медаль «За взяття Парижа 19 березня 1814 року» заснована 18 (30) серпня 1814 року маніфестом імператора Олександра I на честь взяття Парижа російськими військами 19 (31) березня 1814 року.
На лицьовій стороні медалі поміщено погрудне, вправо повернуте, зображення Олександра I в лавровому вінку і в сяйві розташованого над ним променистого «всевидячого ока». На зворотному боці, по всьому контуру медалі, в лавровому вінку прямий п'ятирядковий напис: «ЗА — ВЗЯТІЕ — ПАРИЖА — 19 МАРТА — 1814.».
Медаль призначалася для нагородження всіх учасників взяття французької столиці — від солдата до генерала. Але вона не була їм вручена: з відновленням династії Бурбонів російський імператор визнав недипломатичним випуск у світ цієї медалі, яка б нагадувала Франції про колишню катастрофу її столиці. І тільки через 12 років медаль була роздана учасникам кампанії 1814 року за велінням нового імператора Миколи I, який « … напередодні річниці вступу росіян до Парижа, 18 березня 1826 року, звелів освятити цю медаль на гробниці свого брата (Олександра I)».
Видача нагороди учасникам почалася 19 березня 1826 року і затягнулася до 1 травня 1832 року. Всього було видано понад 160 тисяч медалей. Природно, що на портретах героїв французько-російської війни 1812 року, які були написані до 1826 року, ця медаль відсутня серед інших нагород.
Медаль виготовлялася зі срібла. Існувало в основному три її різновиди за розміром: загальновійськова — діаметром 28 і 25 мм і для нагородження кавалеристів — 22 мм. У медалі є поперечне вушко з протягнутим в нього колечком для підвіски нагороди на стрічці. Подібна медаль, що належить знаменитому партизану 1812 року Денису Давидову, зберігається в Петербурзькому військово-історичному музеї.
Існує також безліч різновидів цієї медалі зменшених розмірів -12, 15, 18 мм. Це фрачні медалі для носіння на цивільному одязі.
Носили медаль на грудях на вперше введеній комбінованій Андріївсько-Георгіївській стрічці. Вона була звичайної ширини, але складалася з двох вузьких стрічок: Андріївської — блакитної і Георгіївської — помаранчевої з трьома чорними смугами.

## Зображення медалей

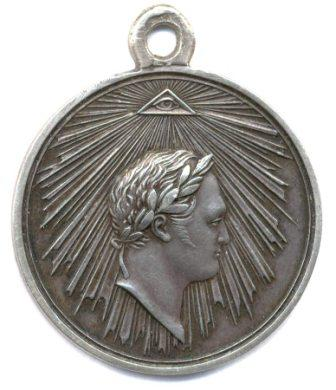
Аверс
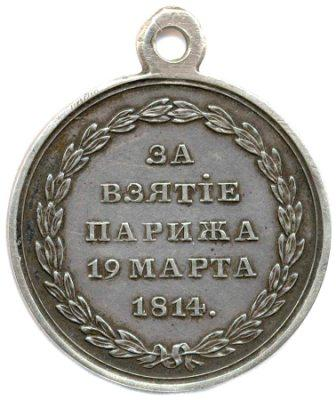
Реверс